# Білі Карпати

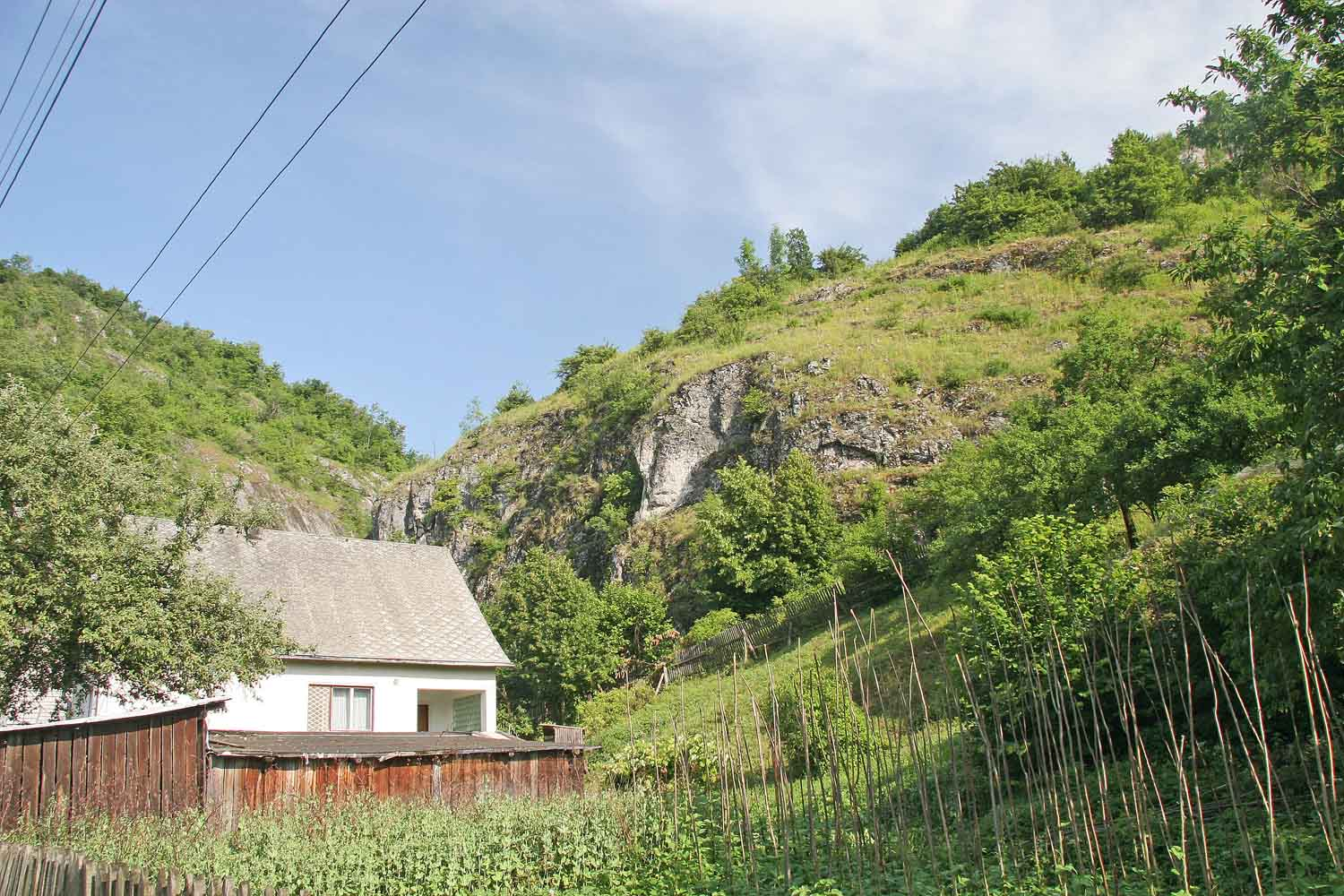
Кривоклацька ущелина

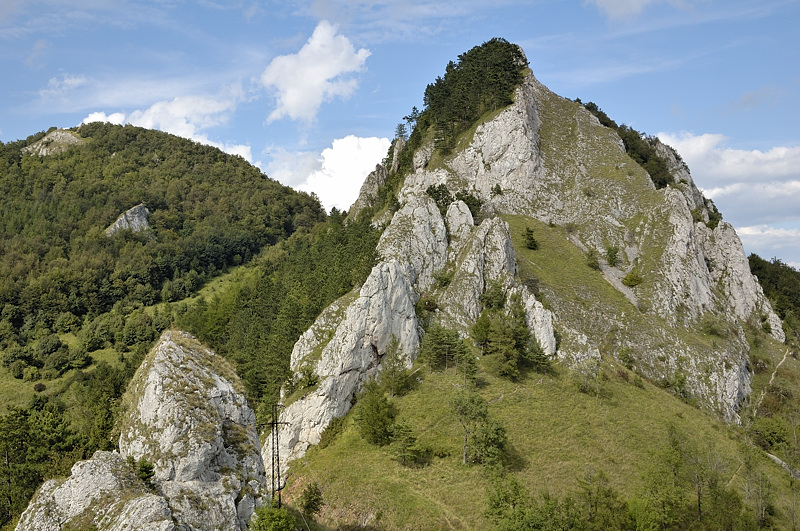
Вршатецькі скелі

Бі́лі Карпа́ти (словац. Biele Karpaty, чеськ. Bílé Karpaty) — гірський масив, частина Західних Карпат (Словацько-Моравські Карпати), на кордоні Чехії і Словаччини.
Масив простягається дугою із північного сходу на південний захід на 75 км при ширині в 20-30 км.
З південного сходу обмежений річкою Ваг, із західного — річкою Морава. Найвища точка — гора Велика Яворина (969,8 м), що на кордоні двох держав.
Гори складені пісковиками і сланцями. Білі Карпати мають змішану лісову (мішані ліси з переважанням буків) та лучну рослинність. Флора досить різноманітна, деякі види орхідей Чехії та Словаччини є ендеміками. У 1980-их роках створено заповідник «Білі Карпати».
геоморфологічні підодиниці —  Лопеницькі пагорби і Яворинські пагорби.